# Cerdistus neoclaripes
Cerdistus neoclaripes là một loài ruồi trong họ Asilidae. Cerdistus neoclaripes được Hardy miêu tả năm 1921.